# Den Hartog
Jacob Pieter Den Hartog (Java, 23 de julho de 1901 — 17 de março de 1989) foi um engenheiro mecânico neerlandês.
Foi professor do Instituto de Tecnologia de Massachusetts desde 1945, lecionando dinâmica e resistência dos materiais.
Recebeu a Medalha Timoshenko em 1972.

## Publicações
- Mechanical Vibrations, 3ª Ed., Nova Iorque : McGraw-Hill, 1947.
- Mechanics, Dover, reimpressão da edição de 1948, com correções.
- Strength of Materials, Dover, reimpressão da edição de 1949, 1977.
- Advanced Strength of Materials, Dover, reimpressão da edição de 1952, 1987.